# Xã Antelope, Quận Holt, Nebraska
Xã Antelope (tiếng Anh: Antelope Township) là một xã thuộc quận Holt, tiểu bang Nebraska, Hoa Kỳ. Năm 2010, dân số của xã này là 31 người.